# ريتشموند على نهر التايمز

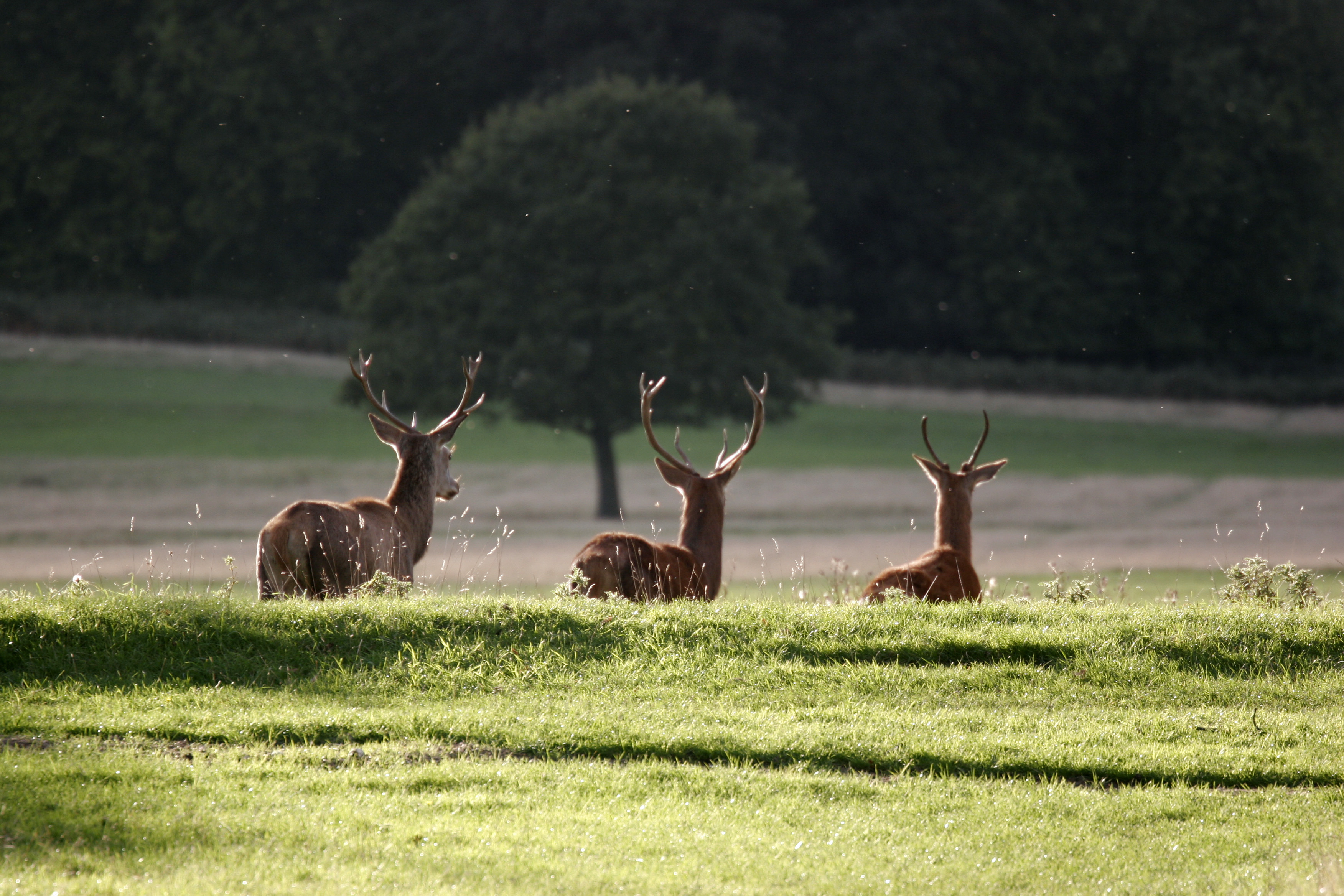
عدد من الغزلان في حديقة ريتشموند

ريتشموند (إنكليزية, Richmond) هي منطقة سكنية وضاحية من ضواحي مدينة لندن في انكلترا ومركز بلدية ريتشموند آبون تيمز والتي هي إحدى تقسيمات لندن الكبرى الإدارية الرئيسية، ومقرها تويكنهام.
تقع ريتشموند إلى الجنوب الغربي من مركز مدينة لندن ويمر من خلالها نهر التايمز, تقع فيها محطة ريتشموند للقطارات. تضم ريتشموند العديد من المعالم السياحية والأثرية مثل قصر ريتشموند الملكي وعدد من البارات والمسارح والمطاعم كما تضم عدداً من الحدائق العامة مثل حديقة كيو (كيو غاردنز) أو كما تعرف رسميا باسم الحدائق النباتية الملكية في كيو وهي حديقة تضم قسما مغطى بالزجاج وتضم نباتات نادرة من أنحاء العالم. كما تضم حديقة ريتشموند والتي تحتوي على عدد كبير من الغزلان إضافة إلى ريتشموند هل.

## توأمة
لريتشموند على نهر التايمز اتفاقيات توأمة مع كل من:
- كونستانس
- فونتينبلو
- ريتشموند

## أعلام
- يان بفنغتون جيليت
- ديفيد هيوز
- أوليفر جولدنج
- ألفريد فيليكس لندن بيستون
- تشارلي كارتر
- ريتشارد كوك
- نويل إيفري ساندوذ
- رودني آكلاند
- جون غيلبرت بيكر
- ليزلي جودفري